# Habronattus georgiensis
Habronattus georgiensis là một loài nhện trong họ Salticidae.
Loài này thuộc chi Habronattus. Habronattus georgiensis được Ralph Vary Chamberlin & Wilton Ivie miêu tả năm 1944.